# 朱泰 (明朝)
朱泰（1525年—？），字良甫，浙江寧波府鄞縣人，民籍，明朝政治人物。

## 生平
浙江鄉試第八十九名舉人。嘉靖四十一年（1562年）中式壬戌科會試第一百六十三名，三甲第一百七十一名進士。次年授直隶永年县知县，四十五年擢升工部营缮司主事，官至兖州府知府。

## 家族
曾祖朱詵；祖父朱旭；父朱銳，號桂軒；母范氏。永感下。

## 延伸阅读
[在维基数据编辑]